# A-2 (undervandsbåd)
A-2 var en undervandsbåd i den norske marine fra 1913 til den overgav sig til tyske styrker i Oslofjorden den 9. april 1940 efter at være blevet skadet af miner. Siden blev ubåden overtaget af besætningen igen, men blev 12. april samme år efterladt som vrag ved Teie undervandsbådshavn ved Tønsberg.
A-2 blev bestilt sammen med to søsterskibe den 11. maj 1911. Samtidig med overtagelsen af A-2 blev Kobben, Norges første ubåd, omdøbt A-1. Ubåden deltog i neutralitetsvagten under 1. verdenskrig. Den 9. april 1940 blev ubåden, til trods for sin høje alder, udrustet og sendt ud i Oslofjorden. Lidt efter klokken 04:00 blev der observeret to minestrygere fra A-2, og båden dykkede. De tyske minestrygere havde opdaget A-2, og affyrede flere undervandsbomber over ubådens omtrentlige position. Angrebet førte til skader på ubåden, som måtte dykke op. Besætningen blev taget til fange af tyskerne, men blev siden sluppet fri. Ubåden drev uden mandskab, med tyske marineflag, ind mod Vallø – hvor den 10. april blev overtaget af en del af besætningen, og sejlet til Teie. 12. april blev ubåden efterladt som vrag.